# تومشوق
تومشوق (اویغوری:تۇمشۇق شەھىرى)(به چینی:图木舒克市؛پین‌یین: Túmùshūkè Shì)   شهری در جمهوری خلق چین است، که در منطقه سین‌کیانگ واقع شده‌است.
از لحاظ اداری، این شهر، شهر در سطح شهرستان است، که تابع مستقیم منطقه خودمختار (به جای تابع ولایت بودن) می باشد. این شهر، یکی از شهرهای تحت کنترل ارگان بینگتوان می باشد. 

## تاریخچه
در سپتامر سال ۲۰۰۲، با جدایی از اراضی تحت مدیریت شهرستان مارالبشی، شهر تومشوق به عنوان شهر وابسته به بینگتوان و «شهر تابع مستقیم منطقه خودمختار» تاسیس شده، از تابعیت ولایت کاشغر در آمده، و مستقیما در تابعیت اداری منطقه خودمختار سین‌کیانگ قرار گرفت. شهر تومشوق به طور کامل درون شهرستان مارالبشی محاط بود.
در ژوئن ۲۰۱۴، اراضی جدیدی از شهرستانهای کهنه‌شهر و ینگی‌شهر در ولایت کاشغر و از شهرستان آق‌تو در ولایت خودمختار قزل‌سو قرقیز از این شهرستان‌ها جدا شده و ضمیمهٔ شهر تومشوق شد. بر روی این اراضی، شهرک جدیدی با نام شهرک تساوهو (اویغوری: ساۋخۇ بازىرى‎)(به چینی: 草湖镇市؛پین‌یین: Cǎohú Zhèn) پایه گذاری شد.

## جمعیت
| ترکیب قومیتی شهر تومشوق | ترکیب قومیتی شهر تومشوق | ترکیب قومیتی شهر تومشوق | ترکیب قومیتی شهر تومشوق | ترکیب قومیتی شهر تومشوق |
| ----------------------- | ----------------------- | ----------------------- | ----------------------- | ----------------------- |
| قومیت                   | قومیت                   |                         | درصد                    | درصد                    |
| اویغور                  | اویغور                  |                         | ۶۷٫۵٪                   | ۶۷٫۵٪                   |
| هان                     | هان                     |                         | ۳۱٫۷٪                   | ۳۱٫۷٪                   |
| هوئی                    | هوئی                    |                         | ۰٫۳٪                    | ۰٫۳٪                    |
| سایر                    | سایر                    |                         | ۰٫۵٪                    | ۰٫۵٪                    |
| منبع سرشماری جمعیت :    |                         |                         |                         |                         |